# عبدالرضاخانی
عبدالرضاخانی، روستایی از توابع بخش نیر شهرستان تفت در استان یزد ایران است.

## جمعیت
این روستا در دهستان زردین قرار دارد و براساس سرشماری مرکز آمار ایران در سال ۱۳۸۵، جمعیت آن ۷ نفر (۴خانوار) بوده‌است.